# Ada Brons
Ada Brons is een personage uit Harry Mulisch' magnum opus De ontdekking van de hemel. Zij zal binnen de driehoeksverhouding van Max Delius, Onno Quist en haar het kind Quinten Quist verwekken.
Ada Brons is net afgestudeerd aan het Koninklijk Conservatorium te Den Haag. Haar pianobegeleider is ene Bruno. 

## Repertoire
In het boek of in de film speelt Ada Brons verscheidene stukken uit het cellorepertoire:
- Ein Melodie van Leoš Janáček.
- Nomos alpha, een cellosolo van Iannis Xenakis.
- De Prelude uit de Eerste cellosuite van Bach.
- Cellopartij uit de Zevende symfonie van Bruckner met het Concertgebouworkest.
- Sprookje van Janáček.
- Allegro Appasionata van Saint-Saëns.

In het boek speelt Ada met Bruno het Allegro Appasionata van Saint-Saëns en Sprookje van Janáček op het cultuurfestival te Cuba. In de film speelt Ada echter de Eerste prelude uit Bachs cellosuites.